# 雅-THIS IZ THE JAPANESE KABUKI ROCK-
『雅-THIS IZ THE JAPANESE KABUKI ROCK-』（ミヤビ ディス・イズ・ザ・ジャパニーズ・カブキ・ロック）は、雅-miyavi-のメジャー4枚目のオリジナル・アルバム。2008年3月19日発売。発売元はユニバーサルJ。

## 解説
- 前作『7 SAMURAI SESSIONS -We're KAVKI BOYZ-』から8ヶ月での新作。
- 「日本人のロックってどんなだろ?」という所から始まり、日本人である「自分達にしかないアビリティで勝負したい」という思いをテーマに作成された[1]。
- 初回盤[2]と通常盤[3]2パターンでリリース。
- 初回盤はDVDが同梱。初回盤のCDはSHM-CD。
- 同年6月27日、「アジア地区限定編集」と称してアジア地区限定で発売。
- 8月27日はそのアルバムが逆輸入の形で日本でも発売された。

## 収録曲

### CD
編曲　雅-miyavi-、佐久間正英（特記以外）／雅-miyavi-、m.c.A・T（3）
太字はシングル曲。
1. JPN PRIDE
（作詞　雅-miyavi-、TYKO／作曲　雅-miyavi-）
サビの「サクラサクラ 地面に落ちた花に気づかず ただ踏みにじる」という節はこのアルバムのメインテーマを示しており、自分達の誇れるべきところや尊ぶべきところに気付かずに、自分達が踏みにじんでしまっているという比喩となっている[1]。
2. 21st Century 東京Blues
（作詞　雅-miyavi-、TYKO／作曲　雅-miyavi-）
現在の日本を唄った曲。タイトルに“東京”とつけたのは「外人から見たら、もはや東京ってある種、ヴァーチャルでクレイジーカルチャーの代名詞」であるから、とのこと[1]。
3. 歌舞伎男子-KAVKI BOIZ-
（作詞・作曲　雅-miyavi-、TYKO）
7thシングル。アメリカでの留学から帰国後初となるシングル曲。“KAVKI BOIZ”のテーマ的な曲で、雅いわく「俺流の和洋折衷ソング」[1]。
4. BOOM-HAH-BOOM-HAH-HAH
（作詞　雅-miyavi-、TYKO／作曲　雅-miyavi-）
タイトルには特に意味はなく、“本能肯定ソング”で雅いわく「エロかっこいい」イメージの曲[1]。
5. Memories Of BUSHIDO-instrumental-
（作曲　雅-miyavi-、TYKO）
ひとつの世界観として成立したことから曲となったが、元々は「NOWHERGOD」のイントロダクションとして作られた曲[1]。
6. NOWHEREGOD
（作詞　雅-miyavi-、TYKO／作曲　雅-miyavi-）
“神”をテーマにした曲で、たとえ神が存在していても最終的には“自分のケツをふけるのは自分だけ”ということを示している[1]。
7. 陽の光さえ届かないこの場所で feat. SUGIZO
（作詞・作曲　雅-miyavi-／編曲　雅-miyavi-）
9thシングルで、SUGIZOとのフィーチャリング曲。このアルバムでは唯一雅がエレキギターを弾いている曲でもある[1]。
8. 咲き誇る華の様に-Neo Visualizm-
（作詞　雅-miyavi-、TYKO／作曲　雅-miyavi-）
7thシングル。アメリカでの留学から帰国後初となるシングル曲。メッセージ性のある歌詞で、雅自身もサビの歌詞を“素晴らしい”と感じているとのこと[1]。
9. 素晴らしきかな、この世界 -WHAT A WONDERFUL WORLD-
（作詞　雅-miyavi-、TYKO／作曲　雅-miyavi-）
8thシングル。現代社会で「生きることに対してどうあれるか」というテーマで書かれた曲[1]。
10. 徒然なる日々なれど
（作詞・作曲　雅-miyavi-） 
曲を書きだした初期段階から鮮明なイメージを持っていた曲で、「無常観みたいなもの」がテーマである[1]。
11. Thanx Givin' Day
（作詞・作曲　雅-miyavi-）
両親に感謝を告げている曲で、このアルバム唯一の弾き語り曲[1]。

### DVD　初回盤
初回盤のみ同梱。「陽の光さえ届かないこの場所で feat.SUGIZO -Guitar Battle Mixx」MVやレコーディング風景など収録。
1. THIS IZ THE 撮りっぱなし盗撮ビデオ
2. 非の打ち所さえ見当たらないこのPVドキュメンタリー映像